# Sali (Adrar)
Sali (arabisch سالي) ist eine algerische Gemeinde in der Provinz Adrar mit 13.138 Einwohnern. (Stand: 2008)